# (11111) Репьюнит
(11111) Репью́нит (англ. Repunit) — небольшой астероид внешней части главного пояса, открытый 16 ноября 1995 года японским астрономом Такао Кобаяси в Оидзумианской обсерватории. Назван в честь репьюнитов — натуральных чисел, записываемых при помощи одних только единиц; порядковый номер астероида 11111 — одно из таких чисел.

Орбита астероида Репьюнит и его положение в Солнечной системе